# Jake Siegel
Pour les articles homonymes, voir Siegel.
Jake Siegel, né le 22 février 1989, est un acteur américain  connu pour l'interprétation de Mike "Cooze" Coozemen dans American Pie présente : String Académie  et American Pie présente : Campus en folie. 

## Biographie

### Études
Jake Siegel a commencé sa carrière d'acteur à la Winnetka High School dans l'Illinois. Il a aussi reçu une formation à l'Atelier Théâtre de Piven à Evanston (Illinois). Ensuite, il obtient un diplôme (BFA Acting) à l'Université de la Californie du Sud. 

### Carrière
Jake Siegel a joué dans plusieurs pièces de théâtre comme Tango ou Playboy of the Western World. Il a également joué dans les séries Commander in Chief, Trojan Vision et Friends Hate You.
En 2006, Jake Siegel connaît un grand succès dans American Pie: String Academy (Naked Miles).
Il obtient le rôle de Mike Coozman un étudiant du lycée de East Greatfalls dans le Michigan,  où il est le meilleur ami du jeune Erik Stifler (John With) et de Ryan Grimm (Ross Thomas). 
En 2007, il interprète de nouveau le rôle de Mike dans American Pie présente : Campus en folie (Beta House).